# رام داس
رام داس (انگلیسی: Ram Dass؛ زادهٔ ۶ آوریل ۱۹۳۱ – درگذشته ۲۲ دسامبر ۲۰۱۹) یک معلم عرفان، روان‌شناس اهل ایالات متحده آمریکا و نویسنده کتاب اکنون اینجا باش بود.